# Хиль Ибарра, Энрике
Энрике Хиль Ибарра (исп. Enrique Gil Ibarra) — аргентинский журналист, писатель и поэт.

## Биография
В молодости присоединился к перонистскому движению. В 1973 году начал журналистскую карьеру в журнале Noticias. После его закрытия в 1974 году работал в различных агентствах в Буэнос-Айресе, пока его членство в революционной тенденции перонизма не стало закрывать возможность устроиться на работу.
В 1980 году в изгнании, но возвращается на родину в 1982 году и работает журналистом в прессе и на радио перонистской партии; участвует в выборной кампании в 1983 году После победы на них Рауля Альфонсина, работает в Эквадоре в журнале Latinoamericana Visión до 1988 года. С победой на выборах Карлоса Менема возвращается в Аргентину и входит в правительство в качестве директора прессы и депутата Национального конгресса.